# Annika Beck
Annika Beck (Gießen, Alemanya, 16 de febrer de 1994) és una exjugadora de tennis professional alemanya.
En el seu palmarès hi ha dos títols individuals i un més en dobles femenins, que li van permetre arribar al 37è i 84è llocs dels rànquings respectivament. Va formar part de l'equip alemanya de la Fed Cup.
Filla de Johannes i Petra Beck, ambdós professors de química a la Universitat de Bonn. Va començar a jugar a tennis amb quatre anys. Es va retirar l'any 2018 quan només tenia 24 anys.

## Palmarès

### Individual: 4 (2−2)
| Llegenda                                  |
| ----------------------------------------- |
| Grand Slam (0−0)                          |
| WTA Tour Championships / WTA Finals (0−0) |
| Premier Mandatory (0−0)                   |
| Premier 5 (0−0)                           |
| Premier (0−0)                             |
| International (2−2)                       |

| Títols per superfície |
| --------------------- |
| Dura (1−1)            |
| Gespa (0−0)           |
| Terra batuda (0−1)    |
| Moqueta (1−0)         |

| Resultat   | Núm. | Data                   | Torneig               | Superfície   | Oponent            | Marcador      |
| ---------- | ---- | ---------------------- | --------------------- | ------------ | ------------------ | ------------- |
| Finalista  | 1.   | 20 d'octubre de 2013   | Luxemburg, Luxemburg  | Dura (i)     | Caroline Wozniacki | 2−6, 2−6      |
| Guanyadora | 1.   | 19 d'octubre de 2014   | Luxemburg             | Dura (i)     | Barbora Strýcová   | 6−2, 6−1      |
| Finalista  | 2.   | 1 d'agost de 2015      | Florianópolis, Brasil | Terra batuda | Teliana Pereira    | 4−6, 6−4, 1−6 |
| Guanyadora | 2.   | 20 de setembre de 2015 | Quebec, Canadà        | Moqueta (i)  | Jeļena Ostapenko   | 2−6, 2−6      |

### Dobles femenins: 3 (1−2)
| Llegenda                                  |
| ----------------------------------------- |
| Grand Slam (0−0)                          |
| WTA Tour Championships / WTA Finals (0−0) |
| Premier Mandatory (0−0)                   |
| Premier 5 (0−0)                           |
| Premier (0−0)                             |
| International (1−2)                       |

| Títols per superfície |
| --------------------- |
| Dura (0−1)            |
| Gespa (0−0)           |
| Terra batuda (1−1)    |

| Resultat   | Núm. | Data                 | Torneig               | Superfície   | Parella         | Oponents                      | Marcador         |
| ---------- | ---- | -------------------- | --------------------- | ------------ | --------------- | ----------------------------- | ---------------- |
| Finalista  | 1.   | 12 d'octubre de 2014 | Linz, Àustria         | Dura (i)     | Caroline Garcia | Raluca Olaru Anna Tatishvili  | 2−6, 1−6         |
| Guanyadora | 1.   | 1 d'agost de 2015    | Florianópolis, Brasil | Terra batuda | Laura Siegemund | María Irigoyen Paula Kania    | 6−3, 7−6(1)      |
| Finalista  | 2.   | 17 de juliol de 2016 | Gstaad, Suïssa        | Terra batuda | Evgeniya Rodina | Lara Arruabarrena Xenia Knoll | 1−6, 6−3, [8−10] |

## Trajectòria

### Individual
| Open d'Austràlia | A   | A  | 2R | 2R | 1R | 4R | 1R  | A | 0 / 5 | 5 – 5 |
| Roland Garros | A   | Q1 | 2R | 1R | 3R | 3R | 1R  | A | 0 / 5 | 5 – 5 |
| Wimbledon | A   | 1R | 2R | 1R | 1R | 3R | 1R  | A | 0 / 6 | 3 – 6 |
| US Open | A   | Q1 | 1R | 1R | 1R | 2R | 1R  | A | 0 / 5 | 1 – 5 |
| Rànquing a final d'any | 234 | 78 | 58 | 55 | 56 | 53 | 177 | – |       |       |
| Llegenda: G: Guanyadora; F: Finalista; SF: Semifinalista; QF: Quarts de final; Q: Qualificació; A: Absent; RR: Round Robin; |     |    |    |    |    |    |     |   |       |       |

### Dobles femenins
| Open d'Austràlia | A    | 1R  | 2R  | 1R  | 1R  | 2R  | A | 0 / 5 | 2 – 5 |
| Roland Garros | A    | 1R  | 2R  | 2R  | 1R  | 1R  | A | 0 / 5 | 2 – 5 |
| Wimbledon | A    | 1R  | 1R  | Q2  | 2R  | A   | A | 0 / 3 | 1 – 3 |
| US Open | A    | 1R  | 1R  | 1R  | 1R  | A   | A | 0 / 4 | 0 – 4 |
| Rànquing a final d'any | 1231 | 862 | 122 | 117 | 133 | 259 | – |       |       |
| Llegenda: G: Guanyadora; F: Finalista; SF: Semifinalista; QF: Quarts de final; Q: Qualificació; A: Absent; RR: Round Robin; |      |     |     |     |     |     |   |       |       |